# Кочуров, Шейх-Иль-Ислам Абдул Вагапович
Шейх-Иль-Ислам Абдул Вагапович Кочуров (иногда Шейхильислам Абдулвагапович; 30 ноября (12 декабря) 1850, Оренбургская губерния — январь 1918) — генерал-лейтенант, представитель военной династии казаков Кочуровых, командир Оренбургского 4-го казачьего полка (1900—1905) и 2-й бригады 1-й Туркестанской казачьей дивизии (1906—1910), кавалер семи орденов.

## Биография
Шейх-Иль-Ислам Кочуров родился 30 ноября (12 декабря) 1850 года в посёлке Варненский станицы Великопетровской второго военного отдела Оренбургского казачьего войска (в селе Варна Варненского района Челябинской области) в семье войскового старшины «магометанского вероисповедания» Абдулвагапа Кочурова. Шейх-Иль-Ислам является одним из представителей военной династии татар-казаков Кочуровых. Он получил общее образование в школе для офицерских детей, после чего он поступил в Оренбургское казачье юнкерское училище, из которого в итоге выпустился по второму разряду.
В середине сентября 1866 года Кочуров приступил к воинской службе в Русской императорской армии. Он был произведён в чин хорунжего в середине января 1870 года. Спустя чуть более двух лет, в конце февраля 1870 года, Шейх-Иль-Ислам Абдул Вагапович стал казачьим сотником. Через пять лет, в начале апреля 1877 года, он получил погоны есаула «иррегулярной кавалерии» (со старшинством с конца февраля). Шейх-Иль-Ислам Кочуров дослужился до войскового старшины в середине мая 1883 года. Через год, с начала мая 1884, ему было «установлено старшинство в чине подполковника», а с конца августа 1899 года — полковника. В связи с назначением командиром бригады Кочуров получил генеральский чин — стал генерал-майором уже после Русско-Японской войны, в декабре 1906 года. Вышел же в отставке он в чине генерал-лейтенанта, полученном в начале мая 1910 года.
Шейх-Иль-Ислам Кочуров проходил действительную службу на посту наблюдающего за обучением казаков родного для него, второго, военного отдела Оренбургского войска (по состоянию на 1874 год). В 1878 году он числился в Оренбургском 4-м казачьем полку. С 1892 по 1894 год Шейх-Иль-Ислам Абдул Вагапович занимал должность помощника командира 4-го казачьего полка. Через шесть лет, в конце февраля 1900 года, он сам возглавил этот полк — был его командующим до 1905 года. Затем был переведён в Среднюю Азию — получил под своё начало первую бригаду 1-й Туркестанской казачьей дивизии. Через год Шейх-Иль-Ислам Абдул Вагапович встал во главе второй бригады той же дивизии — занимал этот пост до 1910 года.
30 ноября (13 декабря) 1910 Кочуров вышел в отставку в чине генерал-лейтенанта с мундиром и пенсией. Проживал в Оренбурге; участия в Первой мировой войне не принимал. После Октябрьской революции и начала Гражданской войны на территории Южного Урала, в январе 1918 года, Шейх-Иль-Ислам Абдул Вагапович Кочуров был убит большевистски настроенными силами в своей оренбуржской квартире — вместе с полковником М. Ф. Доможировым.

## Награды
- Орден Святого Станислава 3 степени (1874) — «для нехристиан»
- Орден Святой Анны 3 степени (1878) — «для нехристиан»
- Орден Святого Станислава 2 степени (1886) — «для нехристиан»
- Орден Святой Анны 2 степени (1891)
- Орден Святого Владимира 4 степени (1895)
- Орден Святого Владимира 3 степени (1903)
- Орден Святого Станислава 1 степени (1909)[9]

## Семья
Брат (младший): Шагимурат Абдул Вагапович Кочуров (Кочуров 1-й, 1868 — после 1918) — войсковой старшина, 19 февраля 1914 года оставил службу в связи с болезнью, в период Первой мировой войны командовал 22-й особой Оренбургской казачьей сотней, кавалер трёх орденов.
Шейх-Иль-Ислам Абдул Вагапович был женат на уроженке Оренбургской губернии Бибиф Мух Садыковой. В семье было четверо детей: два сына и две дочери.